# 3PAR

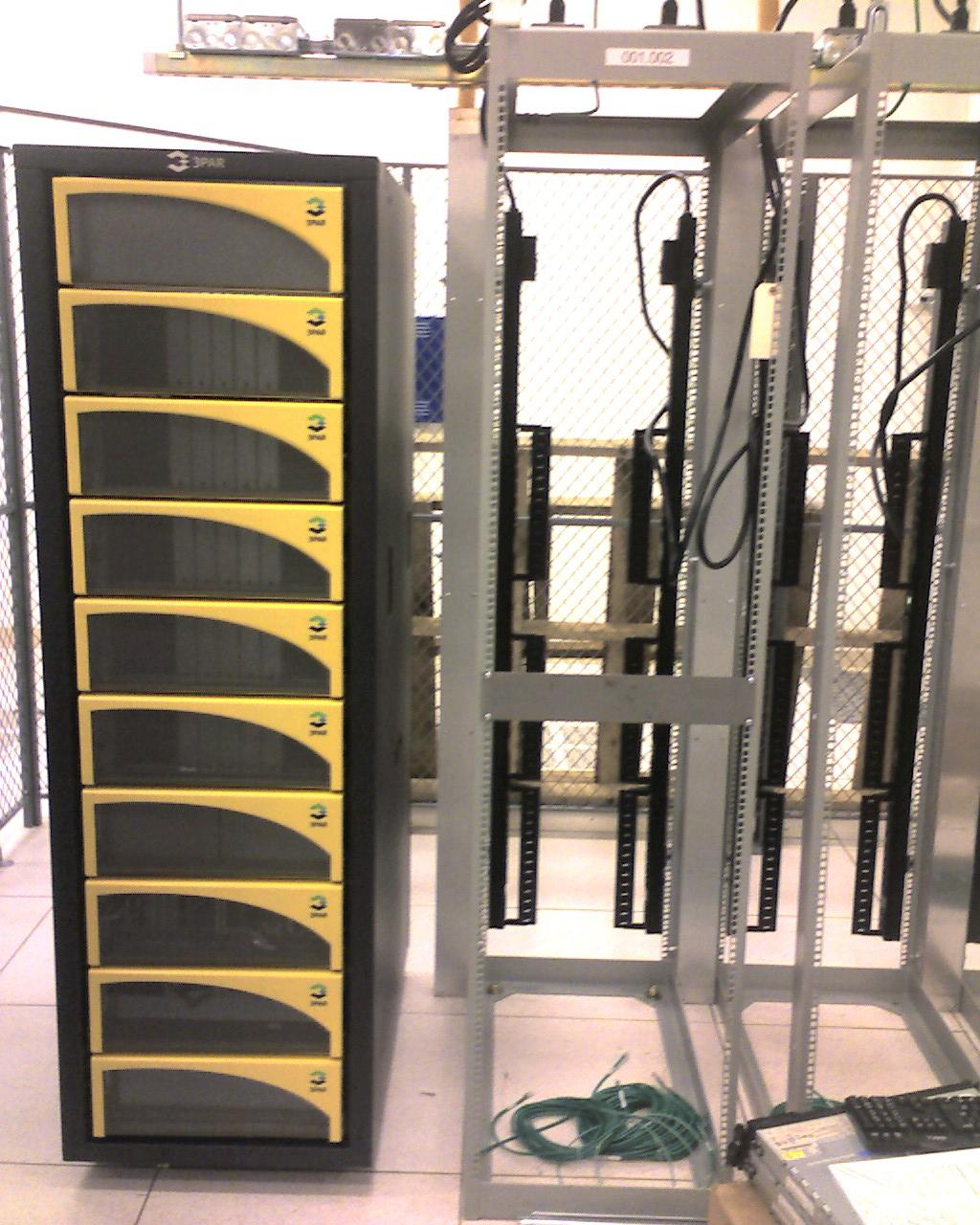
Baie 3PAR (2007)

3PAR Inc. était un constructeur américain de matériel informatique spécialisé dans le stockage. Il produit notamment une gamme de baies de stockage disque pour les entreprises. C'est maintenant une division de HP.
3PAR a été fondé en 1999, et a son siège à Fremont (Californie). En avril 2010, il a été reconnu comme étant la quatrième société de technologie en termes de croissance par le magazine Forbes.
3PAR a été racheté par Hewlett-Packard le 2 septembre 2010, après une série de surenchères avec Dell, pour un montant de 2,4 milliards de dollars ce qui représente plus de 10 fois son chiffre d'affaires. Le titre est retiré de cotation.
Parmi les innovations de 3PAR figurent l'introduction de la notion de thin provisioning, qui simplifie l'allocation d'espace disque et introduit la possibilité de surréservation, ainsi que la virtualisation du stockage.

## Types de baies
La gamme de baies disques de 3PAR se compose des modèles suivants (en 2011):
| Modèle | #disques | capacité max | Connectique max              |
| ------ | -------- | ------------ | ---------------------------- |
| F200   | 192      | 128 TB       | 12 x 4 Gbit/s ou 8 x iSCSI   |
| F400   | 384      | 384 TB       | 24 x 4 Gbit/s ou 16 x iSCSI  |
| T400   | 640      | 400 TB       | 64 x 4 Gbit/s ou 16 x iSCSI  |
| T800   | 1280     | 800 TB       | 128 x 4 Gbit/s ou 32 x iSCSI |
| V400   | 960      | 800 TB       | 96 x 8 Gbit/s                |
| V800   | 1920     | 1,6 PB       | 192 x 8 Gbit/s               |

La gamme en 2015 est la suivante, :
| Modèle | #disques | capacité max | Connectique max                  |
| ------ | -------- | ------------ | -------------------------------- |
| 8200   | 240      | 750 Tib      | 4 x 16 Gb/s 2 x 10 Gb/iSCSI/TCoE |
| 8400   | 576      | 2400 Tib     | 4 x 16 Gb/s 2 x 10 Gb/iSCSI/TCoE |
| 20400  | 512 SSD  | 1966 Tib     | 80 x 16 Gb/s 40 x 10 Gb/s        |
| 20800  | 1920 SSD | 6000 Tib     | 160 x 16 Gb/s 80 x 10 Gb/s       |